# Batalla de Blumenau
La batalla de Blumenau o batalla de Lamač fue el último combate de la guerra austro-prusiana, el 22 de julio de 1866 (el día de la conclusión de la paz), con los austríacos defendiéndose contra el ejército prusiano.

## Acontecimientos
Patrullas de reconocimiento prusianas estaban en Malacky el 19 de julio de 1866, y en dos días el ejército prusiano ocupó Stomfa (Stupava). En ese momento era evidente que un cese el fuego pronto sería negociado, y por lo tanto el General prusiano Eduard von Fransecky recibió la orden de ocupar Presburgo (Bratislava). La carretera de Stomfa a Presburgo discurría por un valle de los Pequeños Cárpatos. Altas montañas se alzaban a lo largo de la carretera en este punto, haciéndolo un punto fácilmente defendible.
El comandante de las tropas austríacas en Presburgo, el Archiduque  Alberto, había localizado una brigada ahí bajo el mando del Coronel Mondela el 18 de julio. El Coronel Mondela situó el ala derecha de la brigada entre Hrubý Pleš y Leskara y el terraplén del ferrocarril, que protegía gran parte de la brigada de Mondela. El ala izquierda estaba en las laderas orientales y septentrionales de Devínska Kobyla. La artillería austríaca fue situada cerca de Lamač y Dúbravka, desde cuyo punto era posible controlar la carretera de Stomfa a Presburgo.
La brigada fue reforzada el 19-21 de julio con la llegada del 9.º regimiento de montaña austríaco. El domingo, la mañana del 22 de julio, el ejército prusiano empezó el ataque sobre Lamacs. La segunda parte, bajo el mando del Mayor General Bose, se movió a través de la colina de Kamzík para rodear la defensa austríaca y ocupar Bratislava.
Sobre las seis y media, se disparó el primer cañón austríaco. Las fuerzas prusianas fueron rechazadas y sobre las ocho en punto llegó el mensaje del General Eduard von Fransecky: un cese el fuego tendría efecto a partir de las doce en punto, solo cinco horas después. El General prusiano había montado un gran número de piezas de artillería, de tal modo que se inició un duelo artillero. El resultado fueron grandes incendios en Lamač y Dúbravka. Las fuerzas prusianas fueron rechazadas, a pesar de sus números superiores. El éxito de la batalla dependía de una maniobra de flanqueo del Mayor General Bose. La brigada se movió lentamente sobre el difícil terreno y el cese el fuego ya era efectivo cuando llegaron a Kamzík. Con el establecimiento de una línea de demarcación, que superaba Záhorská Bystrica, terminaba la guerra austro-prusiana con los combates por el dominio de Alemania y Europa Central.